# Troy (Indiana)
Troy – miasto w Stanach Zjednoczonych, w stanie Indiana, w hrabstwie Perry.